# Keshvar
Keshvar (persiska: ایستگاه کشور, Īstgāh-e Keshvar, کشور) är en ort i Iran.   Den ligger i provinsen Lorestan, i den centrala delen av landet, 400 km sydväst om huvudstaden Teheran. Keshvar ligger 749 meter över havet och antalet invånare är 214.
Terrängen runt Keshvar är kuperad åt nordost, men åt sydväst är den bergig. Keshvar ligger nere i en dal.Runt Keshvar är det ganska tätbefolkat, med 72 invånare per kvadratkilometer. Keshvar är det största samhället i trakten. Omgivningarna runt Keshvar är i huvudsak ett öppet busklandskap.